# قازار وارداپتیان
قازار بارسقی وارداپتیان (ارمنی: Ղազար Բարսեղի Վարդապետյան؛  زادهٔ ۱۹۰۶ - درگذشته ۲۰ ژانویهٔ ۱۹۸۰) یک فیلسوف اهل ارمنستان بود.

## زندگی‌نامه
در ۱۹۰۶ در روستای آرتخونک به دنیا آمد . وی در دانشگاه دولتی ایروان فعالیت می‌کرد. وی همچنین برنده دانشمند شایسته ارمنستان شوروی (۱۹۷۰) شده است. وی در۲۰ ژانویهٔ ۱۹۸۰  در سن ۷۴ سالگی در ایروان درگذشت.

## یادداشت
1. ↑  փիլիսոփայական գիտությունների թեկնածու